# Габлевич Марія Богданівна
Марі́я Богда́нівна Габле́вич (* 2 листопада 1950, Вольськ, Саратовська область, Росія) — українська перекладачка, мовознавиця, літературознавиця, шекспірознавиця.
Закінчила факультет іноземних мов Львівського університету.
Перекладала та редагувала художню й науково-гуманітарну літературу для видавництв «Дніпро», «Літопис», НТШ у Львові, Львівської богословської академії, та ін.
Працювала директоркою Центру гуманітарних досліджень. Керівниця дворічної міжнародної вищої школи інтерпретації та перекладу художніх і науково-гуманітарних текстів «Перекладацька майстерня 2000—2001».
Членкиня Національної спілки письменників України та дійсна членкиня Наукового Товариства імені Шевченка.
Переклала з англійської твори Д. Керуака, Сільвії Плат, Д. Г. Лоуренса. М. Лаурі, В. Шекспіра, Дж. Апдайка, Ч. Діккенса, Е. По та ін., авторка перекладознавчих, мовознавчих, літературознавчих (зокрема шекспірознавчих) статей у спеціалізованих виданнях.
Лауреатка літературної премії імені М. Рильського (2003).